# Asemostera daedalus
Asemostera daedalus is een spinnensoort uit de familie hangmatspinnen (Linyphiidae). De soort komt voor in Costa Rica, Panama en Colombia.